# Comuna Slobidka-Smotrîțka, Cemerivți
Slobidka-Smotrîțka (în ucraineană Слобідка-Смотрицька) este o comună în raionul Cemerivți, regiunea Hmelnîțkîi, Ucraina, formată din satele Dibrova, Haiove, Nova Huta și Slobidka-Smotrîțka (reședința).

## Demografie
Componența lingvistică a comunei Slobidka-Smotrîțka
     Ucraineană (99,52%)
     Alte limbi (0,38%)
Conform recensământului din 2001, majoritatea populației comunei Slobidka-Smotrîțka era vorbitoare de ucraineană (99,52%), existând în minoritate și vorbitori de alte limbi.